# Papillomaviridae
A Papillomaviridae a vírusok egy családja, amelybe kettős szálú DNS-genommal rendelkező, lipidburok nélküli fajok, az ún. papillómavírusok tartoznak. A családba tartozó, majd száz vírusfaj elsősorban emlősöket, valamint madarakat és hüllőket fertőz meg. A papillómavírus-infekció többnyire nem jár tünetekkel (pl. a legtöbb bétapapillómavírus esetében) vagy kis, jóindulatú bőrdaganatot, szemölcsöt v. papillómát okoz (ilyen a HPV-1, HPV-6 vagy HPV-11). Más típusok esetében, mint a HPV-16 vagy HPV-18 a sejtburjánzás rosszindulatú tumorrá is fajulhat.
Az egyes papillómavírus-típusok gazda- és szövetspecifikusak és csak ritkán adódnak át egyik fajról a másikra. Kizárólag a bőr és a nyálkahártyák bazális sejtrétegében szaporodnak és a fajok ragaszkodnak az adott testtájhoz. Például a HPV-1 a talpat, a HPV-2 pedig a tenyeret támadja meg, ahol a fertőzés hatására szemölcsök nőnek.
A papillómavírusokat a 20. század elején fedezték fel, mikor kimutatták, hogy a szemölcsök átvihetők egyik emberről a másikra és egy mikrobiológiai szűrőkön áthatoló, fertőző ágens okozza őket. A későbbi Nobel-díjas Francis Peyton Rous 1935-ben fedezte fel, hogy a papillómavírusok nyulakban bőrtumort képesek indukálni.

## Taxonómia
Régebben a papillómavírusokat a poliómavírusokkal együtt a Papovaviridae családba sorolták (papillóma, polióma és vakuolizáló az azóta átsorolt SV40-vírus után), de a DNS-vizsgálatok kimutatták, hogy ez a két csoport nem közeli rokona egymásnak. Ma a Nemzetközi Vírustaxonómiai Bizottság (International Committee on Taxonomy of Viruses, ICTV) a Papilloviridae családon belül 39 nemzetséget és 95 fajt ismer el. Genomjuk szerkezete nagyon hasonló, bár a tényleges nukleotidszekvencia akár 50%-kal is eltérhet. A DNS-szekvenciáik alapján rokonsági fákat lehet szerkeszteni, amelyek alapján megállapítható, hogy ezek a vírusok nem váltanak gazdacsoportot, együtt fejlődnek az emlősökkel és madarakkal, nem rekombinálódnak és alapvető genetikai szerkezetük több mint százmillió éve változatlan. A DNS-szekvenciák alapján állította fel az ICTV az új taxonómiai rendszert is, amely eltér a hagyományos, gazdaszervezetekre alapozott megnevezésektől és amely nem is fajokkal, hanem típusokkal, altípusokkal és variánsokkal dolgozott.
A papillómavírusok ICTV szerinti taxonómiája:
Család: Papillomaviridae
Nemzetség:
- Alphapapillomavirus 14 faj (elnevezésük alfapapillómavírus 1-től 14-ig)
- Betapapillomavirus 6 faj
- Chipapillomavirus 3 faj
- Deltapapillomavirus 6 faj
- Dyodeltapapillomavirus 1 faj
- Dyoepsilonpapillomavirus 1 faj
- Dyoetapapillomavirus 1 faj
- Dyoiotapapillomavirus 2 faj
- Dyokappapapillomavirus 1 faj
- Dyolambdapapillomavirus 1 faj
- Dyomupapillomavirus 1 faj
- Dyonupapillomavirus 1 faj
- Dyoomikronpapillomavirus 1 faj
- Dyopipapillomavirus 1 faj
- Dyorhopapillomavirus 1 faj
- Dyosigmapapillomavirus 1 faj
- Dyothetapapillomavirus 1 faj
- Dyoxipapillomavirus 1 faj
- Dyozetapapillomavirus 1 faj
- Epsilonpapillomavirus 1 faj
- Etapapillomavirus 1 faj
- Gammapapillomavirus 20 faj
- Iotapapillomavirus 1 faj
- Kappapapillomavirus 2 faj
- Lambdapapillomavirus 5 faj
- Mupapillomavirus 2 faj
- Nupapillomavirus 1 faj
- Omegapapillomavirus 1 faj
- Omikronpapillomavirus 1 faj
- Phipapillomavirus 1 faj
- Pipapillomavirus 2 faj
- Psipapillomavirus 1 faj
- Rhopapillomavirus 1 faj
- Sigmapapillomavirus 1 faj
- Taupapillomavirus 2 faj
- Thetapapillomavirus1 faj
- Upsilonpapillomavirus 3 faj
- Xipapillomavirus 2 faj
- Zetapapillomavirus 1 faj

## Humán papillómavírusok
2013-ig több mint 130 különböző HPV-típust szekvenáltak meg, amelyek 5 nemzetségbe (Alphapapillomavirus, Betapapillomavirus, Gammapapillomavirus, Mupapillomavirus és Nupapillomavirus) tartoznak; azonban legalább 200 további típus vár még szekvenálásra és besorolásra.

## Állati papillómavírusok

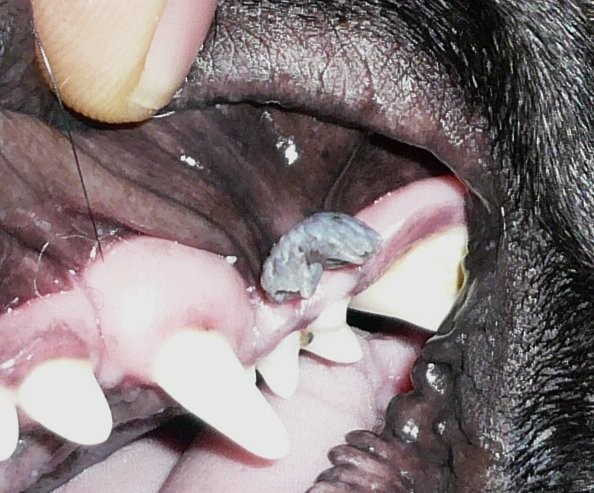
Virális eredetű papillóma kutya ínyén

A tünetmentes fertőzést okozó papillómavírusok rendkívül elterjedtek az emlősök körében. Egy vizsgálat során 19 fajhoz tartozó 111 egészséges állatkerti állatról (főemlősökről és patásokról) vettek mintát, amikben 53, addig döntő többségben ismeretlen vírustípust fedeztek fel. A majmok 75-87%-a volt fertőzött. Ezek a vírusok többnyire fajspecifikusak, a vizsgálatban az egyik gondozón is felfedezték a csimpánz-papillómavírust, de az csak felszíni szennyeződésnek bizonyult, néhány hónappal később már nem lehetett kimutatni.
Az észak-amerikai vattafarkú nyulakat (Sylvilagus) fertőző vattafarkú nyúl-papillómavírus (angolul Cottontail rabbit papillomavirus, CRPV; új nómenklatúrában kappapapillómavírus 2) a gazdaállaton egészen nagy felszíni kinövéseket okoz, esetenként a fejen is; talán ez lehetett a szarvasnyúl-legendák, az amerikai jackalope és a német wolpertinger hátterében. A vírus házinyulakban is életben marad, de továbbfertőzni nem képes.
A több faj megfertőzésére képes vírusok egyik példája a szarvasmarha-papillómavírus 1 (BPV-1), amely marhák bőrén nagy szemölcsszerű kinövéseket, lovakon pedig szarkoidnak nevezett jóindulatú bőrtumort okoz. A BPV-1 ellen vakcinát is kidolgoztak.
A rágcsálók sem mentesek a papillómavírusoktól, aranyhörcsögből és törpeegérből sikerült is kimutatni, azonban a laboratóriumokban leggyakrabban alkalmazott háziegér esetében még nem találtak ilyet, ami hátráltatja ezen vírusok kutatását.
Négy, madarakat megfertőző papillómavírus ismert, ezek gazdaállatai az erdei pinty, a sárganyakú frankolin, a jákópapagáj és az Adélie-pingvin. Valamennyiük rendelkezik egy ismeretlen funkciójú génnel (E9), vagyis feltehetően egymás rokonai.

## Evolúciója
Bár kísérleti eredmények még nem támasztják alá, a virológusok úgy vélik, hogy a papillómavírusok fejlődése lassú a többi vírushoz képest, ugyanis a gazdasejt DNS-másoló enzimeit használják, amelyek pontosabban másolnak mint a vírusenzimek, így a mutációk száma alacsony.
A feltételezések szerint a vírusok együtt fejlődnek gazdaszervezeteikkel, bár erre vannak ellenpéldák is. A HPV-16 jól követi az emberi populáció változásait és variációiból vissza lehet következtetni az emberi migrációra a kontinenseken. Ezzel szemben a HPV-13 meglehetősen homogén, sőt nagyon hasonlít a törpecsimpánz papillómavírusára. Lehetséges, hogy nem túl régen ugrott át egyik fajról a másikra, de az is elképzelhető, hogy maga a vírus nem változott sokat az alatt a kb. hatmillió év alatt, amióta az ember és a törpecsimpánz elvált egymástól.

## Szerkezete

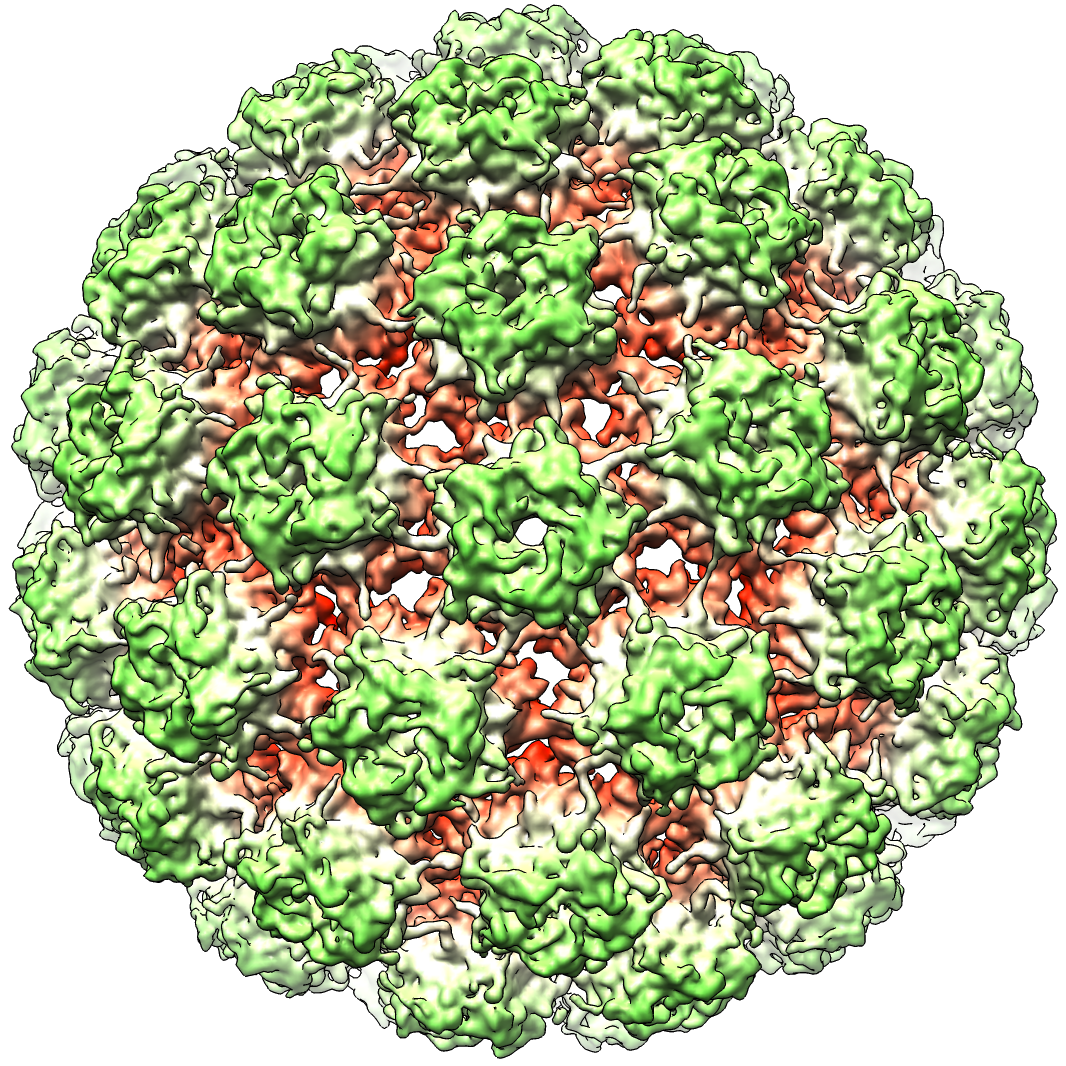
Szarvasmarha-papillómavírus modellje

A papillómavírusok kis, 55-60 nanométer átmérőjű vírusok, külső lipidburokkal nem rendelkeznek. Ikozaéderes kapszidjuk az L1 proteinből épül fel. Ez a fehérje felelős a vírusok immunológiai sajátosságaiért és ennek alapján készítik a vakcinákat is. Az L1 ötösével pentamereket alkot, és 72 ilyen pentamerből áll össze a fehérjeburok. Ezzel a papillómavírusok eltérnek minden más ikozaéderes vírustól, amelyeknél csak a 12 csúcsra kerülnek pentamerek és a többi építőegység hat fehérjéből összeálló hexamer.
A vírus ellenálló a környezeti hatásokkal szemben.
Genomja egy kettős szálú, cirkuláris DNS-molekula, amely kb. 8 ezer bázispár hosszú. A DNS-t a gazdasejtből származó hisztonmolekulák stabilizálják a kapszidon belül. A vírusrészecskén belül található még az L2 fehérje, amelynek pontos elhelyezkedése nem ismert, funkciója a vírusgenom kapszidba való csomagolásának, valamint az infekció korai fázisának elősegítése. 

## Életciklusa
A papillómavírusok kizárólag a bőrben és a nyálkahártyákban (szájbelső, nemi szervek) található keratinocitákban képesek szaporodni. A kezdeti infekció a bazális membránhoz közeli, kevéssé differenciált sejteket célozza és a vírus életciklusa szorosan kötődik a keratinociták érési folyamatához. A vírusok a kisebb-nagyobb felszíni sérülések révén érik el gazdasejtjeiket. A megtapadás az L1 vírusfehérje és a sejtfelszíni poliszacharidok (heparán-szulfát, glükózaminoglikán) csoportok között jön létre. Ezután az alfa-6 integrin sejtreceptor segítségével endocitózissal bekerül a gazdasejtbe. Odabent az L2 fehérje feltárja az endoszóma membránját és a kiszabaduló vírusgenom és a kapcsolódó L2 a sejt transzportmechanizmusait felhasználva a sejtmagba kerül.
A sikeres infekció után a vírus elkezdi korai (early, E) génjeinek aktiválását; az E1 és E2 terméke a DNS-másolást és a genom stabilizálását szolgálják, míg az E6 és E7 a sejtosztódást elősegítő (és emiatt potenciálisan onkogén) fehérjéket termelnek, amelyek kikapcsolják a sejtciklust szabályozó és tumorszupresszor p53-at és retinoblasztóma-proteint. Ebben az állapotban a vírusok akár évtizedekig is megbújhatnak a bazális membránon elhelyezkedő keratinocita-őssejtekben.
Egyes vírustípusok elősegítik az epiteliális sejtek rákos elváltozását (bár többségükre ez nem jellemző). A tumor kialakulása többéves folyamat és elsősorban a méhnyak, a pénisz és a szájüreg felületén történik, de ritkábban a hüvelyben és a húgyutakban is előfordulhat.
Az életciklus kései (late, L) szakasza csak a differenciálódott keratinocitákban, a bőr (nyálkahártya) külső rétegeiben aktiválódik és megkezdődik az L1 és L2 fehérjék termelése és a vírusgenom tömeges másolása. Mivel ezek a keratinizálódott sejtrétegek alig elérhetőek az immunrendszer számára, feltételezhető, hogy a vírusok így akarják kikerülni a gazdaszervezet védekezési mechanizmusait.
Az újonnan összeállt vírusrészecskék a sejtmagban gyűlnek össze. Nem pusztítják el a sejtet a kiszabaduláshoz, mint más lipidburok nélküli sejtek teszik, hanem megvárják, míg a bőrfelszíni sejtek maguktól elpusztulnak és szétesnek.

## Laboratóriumi kutatásuk
Mivel a papillómavírusok csak differenciálódó keratinocitákban képesek befejezni teljes életciklusokat, ez esetükben kizárta a víruskutatás legelterjedtebben alkalmazott, sejttenyésztéses módszerét. Sokáig a szarvasmarha-papillómavírus volt a modellszervezet, mert az állatok bőrén képződött szövetburjánzásokból nagy mennyiségű vírust lehetett kinyerni. Ezenfelül olyan, laboratóriumban tartható állatok vírusait tanulmányozták, mint a vattafarkú nyúl, a házinyúl vagy a kutya.
A szexuálisan átadódó humán papillómavírusok kutatására ún. xenograftokat, immunhiányos egerek bőrébe ültetett emberi bőrsejteket is használnak. A tenyésztett keratinocitákat differenciálódásra lehet bírni ha levegőnek teszik ki és ezzel a módszerrel is előre lehetett jutni a víruskutatásban, ám a technika sok munkával jár és a vírusszaporodás is alacsony.
Molekuláris biológiai módszerekkel a vírusok egyes génjeit élesztőbe vitték, ahol a genom replikációja és kapszidba csomagolása jól tanulmányozható. A fertőzés mechanizmusa mesterségesen összeállított pszeudovírusokkal kutatható megfelelően.

## A genom szerkezete

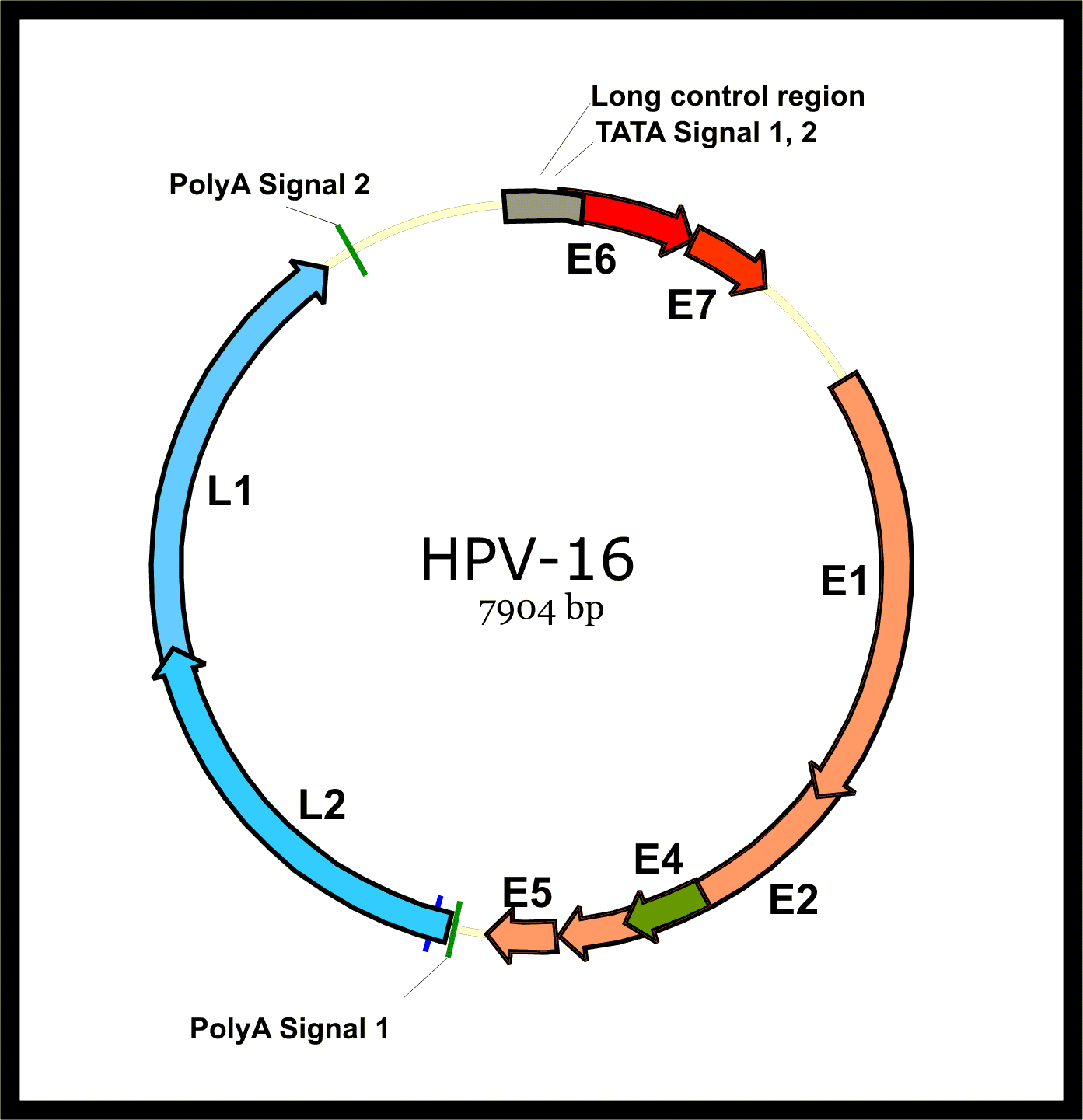
A HPV-16 genomjának szerveződése

A papillómavírus-genom két nagy részre oszlik: az E (early, korai) régióra, ahol közvetlenül az infekció után átíródó gének (hat ORF, E1, E2, E4, E5, E6 és E7) helyezkednek el, valamint az L (late, kései) régió, ahol a kapszidot felépítő L1 és L2 fehérje génje található. Valamennyi gén ugyanarról a DNS-szálról íródik át; ebben eltérnek a poliómavírusoktól, amelyek mindkét DNS-szálat használják gének kódolására. Ez a különbség volt a fő oka annak, hogy a két víruscsoportot külön családba helyezték.
A gazdasejt megfertőzése után aktiválódik az E régió promotere és mind a hat E-génről egyetlen közös, hosszú mRNS íródik át. Ez az RNS három exont és két intront tartalmaz és alternatív splicing révén különböző érett hírvivő RNS-ek képződnek belőle. Az egyik ilyen alternatív formáról, az E6*I-ről íródik át a tumorképzésért felelős egyik onkoprotein, az E7. Az L régió promotere csak differenciált sejtekben lesz aktív, és szintén egy hosszú, közös RNS képződik róla, amely két intront és három exont tartalmaz.
Az egyes gének funkciója a következő:
- E1 – a vírusgenom másolásának megkezdése a feladata, a fehérje a replikációs kezdőponthoz köt és szétcsavarja a DNS szálait, hogy a gazdasejt másolóenzimjei hozzáférhessenek.
- E2 – szabályozó protein; a vírus génjeinek kifejeződését regulálja, ő felelős a látens infekcióért, gátolja az E6 és E7 onkogének átírását, lehetővé teszi, hogy a sejtosztódáskor a vírus-DNS-ek egyenlően oszoljanak el a leánysejtekben[31]
- E3 – csak néhány fajban található meg, funkciója ismeretlen
- E4 – bár az E régióban van, nagy mennyiségben csak a fertőzés késői fázisában képződik. Feladata a sejt citoszkeletonjának bontása és a vírusrészecskék kiszabadulásának elősegítése. Azt is kimutatták, hogy gátolja a sejtosztódást, a G2 fázisban megállítja a sejtciklust.
- E5 – kis, hidrofób proteinek, amelyek a sejt saját, membránkötött fehérjéit képesek gátolni.[32] Egyes vírusok (BPV-1) esetében onkogénként is szolgálnak a sejtosztódást szabályozó szignálproteinekhez való kötődéssel. Gátolja a fő hisztokompatibilitási komplex sejtfelszíni kifejeződését és ezzel segíti elrejteni a fertőzött sejteket az immunrendszer elől
- E6- onkogén, fő funkciója a sejtbeli p53 tumorszupresszor fehérje gátlása. Ezenkívül aktiválja a telomeráz enzimet (ami lehetővé teszi a végtelen számú osztódást a sejt kromoszómavégeinek javítása révén) és szabályzófehérjéket (főleg kinázokat) is megköt.
- E7 – onkogén, a tumorképződést gátló retinoblasztóma-proteint (pRb) inaktiválja. Gátolja az apoptózist és elősegíti a sejtosztódást. Szintén képes aktiválni a telomerázt.
- E8 – csak néhány vírusban található meg. A HPV-knél az E5-höz hasonlít és E5/E8 a neve, a BPV-4 esetében az E6-ot helyettesíti
- L1 – a kapszid fő komponense. Az L1 alapegységek spontán öt proteinből álló pentamerekké állnak össze, amelyek szintén külön behatás nélkül kész víruskapszidot képesek alkotni, amelyeket az L1 fehérjék közötti diszulfid kötések stabilizálnak. Szekvenciája a többi vírusgénhez képest konzervatív, kivéve a felszíni polipeptid-hurkokat, amelyek változékonyak, hogy a gazdaszervezet védekezőrendszerét könnyebben kikerülhesse.[33]
- L2 – az L2 segít a vírusgenom kapszidba való csomagolásában, valamint a fertőzés kezdeti szakaszában, miután a vírus endocitózissal bekerült a sejt belsejébe, a savassá váló környezet jelére az L2 destabilizálja az endoszóma membránját és a vírus beszabadul a citoplazmába.

## Fordítás
- Ez a szócikk részben vagy egészben  a   Papillomaviridae című angol Wikipédia-szócikk ezen változatának fordításán alapul.  Az eredeti cikk szerkesztőit annak laptörténete sorolja fel. Ez a jelzés csupán a megfogalmazás eredetét és a szerzői jogokat jelzi, nem szolgál a cikkben szereplő információk forrásmegjelöléseként.